# 라디오 특진
라디오 특진은 전주MBC 표준FM(AM 855kHz, FM 94.3/101.7MHz)에서 평일 오후 3시 50분부터 오후 4시까지 방송하는 한의학 전문 라디오 프로그램이다.